# Jean Bréjaud
Charles Jean Bréjaud, né le 2 juillet 1904 à Saint-Vallier (Saône-et-Loire) et mort dans la nuit du 2 au 3 mai 1945 dans le camp de Ravensbrück (Allemagne), est un résistant français.

## Biographie

### Jeunesse
Jean Bréjaud naît le 2 juillet 1904 d'un père mineur et d'une mère au foyer à Saint-Vallier (Saône-et-Loire).
De 1928 à 1932, il travaille en tant que cuisinier puis chef de brigade au Majestic et au Miramar, deux hôtels situés sur la Croisette à Cannes (Alpes-Maritimes). En 1933, il prend en gérance l'Hôtel des Voyageurs, rue Jean Bouveri à Gueugnon (Saône-et-Loire). 

### Bataille de France
En 1939, il est mobilisé et combat dans les Ardennes, avant d'être fait prisonnier. Il parvient à s'évader et retourne à Gueugnon. 

### Résistance
L'année suivante, il entre dans la Résistance et son établissement est utilisé comme lieu de rencontre et de repli pour les maquisards de la région. L'hôtelier-restaurateur rejoint le 1er Corps Franc Mobile de Saône-et-Loire et il est placé sous le commandement du lieutenant Louis Vincent, dit « Prince », qui le nomme chef-artificier avec le grade d'adjudant du secteur bourbonnais avec lieu d'attache à Gueugnon. Jean Bréjaud assure le transport d'armes et de munitions des lieux de parachutage aux résistants. Il joue également un rôle dans le sabotage systématique des ponts et voies ferrées de la ligne de chemin de fer qui va de Moulins à Mâcon et du canal du Centre.

### Arrestation et internement
Le 26 mai 1944, il est arrêté sur dénonciation dans son hôtel par la Gestapo. Il est transféré à Paray-le-Monial puis à la prison de Chalon-sur-Saône. Le 20 juillet, il est interné au camp de Compiègne-Royallieu (Oise).

### Déportation et décès
Le 28 juillet 1944, l'aubergiste bourguignon fait partie du 4e grand convoi parti de Compiègne vers le camp de Neuengamme. Il y arrive le 1er août et le matricule 39730 lui est attribué. Il y reste jusqu'au début du mois d'avril 1945 puis est transféré au camp de Ravensbrück où, selon les témoignages de trois autres résistants de Saône-et-Loire qui ont survécu, il « meurt d'épuisement » dans la nuit du 2 au 3 mai 1945,.

## Vie privée
En 1928, il épouse Magdeleine Miegge. De leur union naîtra une fille, Nadine, en 1932.
Jean Bréjaud et son épouse se séparent en 1939.

## Décoration
- Médaille de la Résistance française à titre posthume (décret du 17 août 1953)[5]

## Hommages
En décembre 2018, une plaque en hommage à Jean Bréjaud a été déposée, par sa famille, les membres du Comité départemental des anciens combattants et amis de la Résistance (ANACR), ainsi que le Comité gueugnonnais du Souvenir français, sur un mur du cabaret Le Chapeau Claque où se trouvait son hôtel. Elle porte l'inscription « Ici a vécu Charles dit « Jean Bréjaud » (1904-1945), résistant mort avec courage en déportation. »